# 石匠的庭院
《石匠的庭院》（The Stonemason's Yard）是義大利畫家卡納萊托的一幅早期油畫。畫中描繪了威尼斯的一幅隨意場景，畫面中俯瞰著聖維達爾廣場（Campo San Vidal）裡一個臨時的石匠院子，該院子是為建造安德烈·提拉利（Andrea Tirali）設計的聖維大理堂正面而搭建的，畫面中還隔著大運河，望向學院美術館（Santa Maria dellaà）。這幅畫作創作於1720年代中後期，現藏於倫敦國家美術館，被認為是卡納萊托最傑出的作品之一。